# Copa Ciudad de Constitución
La Copa Ciudad de Constitución fue un torneo amistoso de fútbol, con sede en la ciudad chilena de Constitución (Provincia de Talca, Región del Maule) y disputado casi siempre como un cuadrangular de eliminatoria directa. El club que oficiaba de anfitrión era Constitución Unido.
En la edición del 2001 el equipo que se adueñó de la corona fue Rangers, tras imponerse a Unión La Calera mediante definición a penales. Al año siguiente Universidad Católica derrotó por 2:1 a Santiago Morning en la final del certamen. En el 2003 Unión Española inició la temporada alzando la competencia al imponerse, también por 2:1, a la Universidad de Concepción. 
Como participantes de la edición 2005 fueron anunciados Universidad de Concepción, Rangers, Colo-Colo y Universidad Católica, los cuales buscaban la puesta a punto para el Torneo de Apertura y cerraban fichajes en el intertanto. Finalmente el trofeo municipal se disputó a partido único y Universidad Católica derrotó 3:0 a Colo-Colo.
Días más tarde, Católica repitió el mismo marcador frente a Rangers en el Estadio Fiscal de Talca, pero no fue en el contexto de la Copa Ciudad de Constitución si no por la Noche Rojinegra.

## Palmarés
| Temporada | Campeón              |
| 2001      | Rangers              |
| 2002      | Universidad Católica |
| 2003      | Unión Española       |
| 2004      | ?                    |
| 2005      | Universidad Católica |